# 아그보그블로시

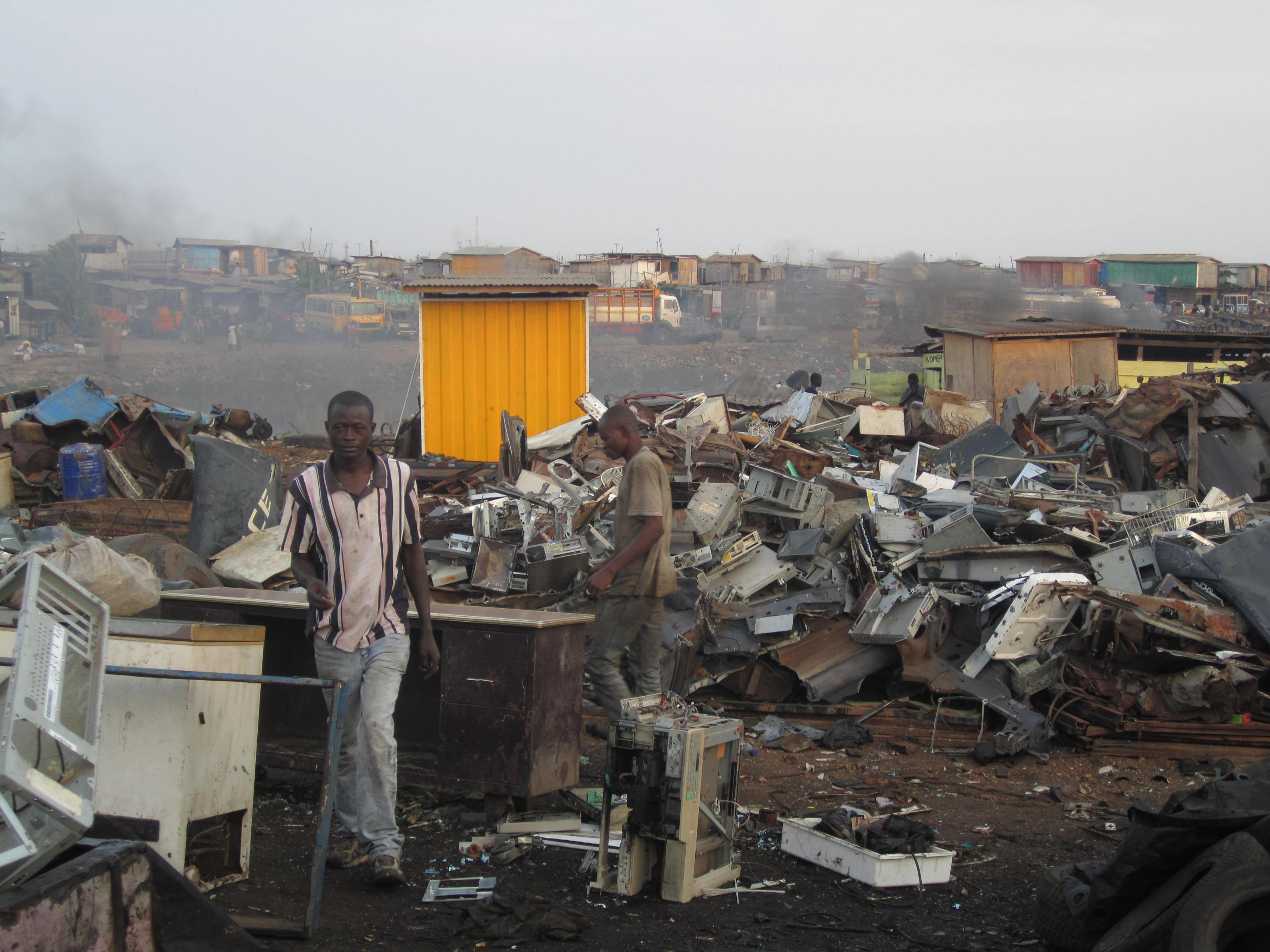
아그보그블로시에서 일하는 가나인들

아그보그블로시(Agbogbloshie)는 그레이터아크라주의 가나 수도인 아크라 중심부 근처의 오도강 코를레 석호에 있는 상업 지구의 별칭이다. "올드 파다마"(Old Fadama)라고 불리는 빈민가 근처에 있는 아그보그블로시 사이트는 대부분 서구 세계에서 수집된 외부에서 생성된 자동차 및 전자 스크랩의 목적지로 알려졌다. 이곳은 선진국에서 전자 쓰레기를 환경적으로 투기하는 합법 및 불법 수출 네트워크의 중심지였다. 시애틀에 본사를 둔 소규모 NGO인 바젤 액션 네트워크(Basel Action Network)는 아그보그블로시를 "디지털 쓰레기장"이라고 부르며, 이곳에서 매년 수백만 톤의 전자 폐기물이 처리된다고 주장한다.
유엔 환경 계획(UNEP)과 바젤 협약의 자금 지원을 받아 나이지리아의 중고 전자 제품 거래에 대한 가장 철저한 연구에 따르면 비공식적으로 처리된 540,000톤의 폐 전자 제품에서 물질의 52%가 회수된 것으로 나타났다.
세계은행의 통계에 따르면 아크라와 라고스와 같은 대도시에서는 대다수의 가구가 수십 년 동안 텔레비전과 컴퓨터를 소유해 왔다. UN 보고서 "아프리카의 WEEE는 어디에 있습니까"(2012)에서는 아프리카 쓰레기장에서 발견된 대부분의 중고 전자 제품이 실제로 최근에 고철로 수입된 것이 아니라 이러한 아프리카 도시에서 나온 것임을 밝혔다. 아그보그블로시는 아크라 중심 비즈니스 지구의 북서쪽에 있는 코를레 라군(Korle Lagoon) 기슭에 위치해 있다. 이 지역에는 대략 40,000명의 가나인이 거주하고 있으며, 이들 중 대부분은 농촌 지역에서 이주한 사람들인다. 열악한 생활환경과 범죄가 만연한 이 지역은 '소돔과 고모라'라는 별명을 갖고 있다.
바젤 협약은 유해 폐기물이 선진국에서 저개발국으로 국경을 넘어 운송되는 것을 방지한다. 그러나 협약은 Annex Ix, B1110에 따라 재사용 및 수리를 위한 수출을 구체적으로 허용한다. 수많은 국제 언론 보도에서 가나로의 수출 대부분이 덤핑된다는 주장을 언급했지만, 미국 국제 무역 위원회(US International Trade Commission)의 연구에서는 처리되지 않은 전자 폐기물이 미국에서 아프리카로 운송된다는 증거가 거의 없다는 사실을 확증했다. 이는 매사추세츠 공과대학교, 뉴펀들랜드 메모리얼 대학교, 애리조나 주립 대학교, UNEP 및 기타 연구에서 확증한 것이다. 2013년에 아그보그블로시에서 발견된 물질에 대해 외국의 덤핑을 비난했다는 주장의 원래 출처는 철회했거나 오히려 미국 전자 폐기물의 80%가 수출된다는 주장을 한 적이 없다고 밝혔다.
가나 거주자가 국내에서 생성했든 수입했든 간에 독성 화학물질을 공기, 땅, 물에 배출하는 폐기물 처리, 특히 소각 방법에 대한 우려가 남아 있다. 이러한 독소는 생식 기관, 신경계, 특히 뇌의 발달을 억제하는 것으로 알려져 있으므로 노출은 어린이에게 특히 위험하다. 아그보그블로시 지역은 여전히 심각하게 오염되어 있어 인간의 건강과 환경에 대한 우려가 계속해서 제기되고 있다. 2000년대에 가나 정부는 새로운 자금과 대출을 통해 코를레 석호 생태 복원 프로젝트(KLERP)를 시행했다.